# Calamagrostis prahliana
Calamagrostis prahliana là một loài thực vật có hoa trong họ Hòa thảo. Loài này được Torges mô tả khoa học đầu tiên năm 1902.